# 권영호 (성우)
권영호(1960년 3월 28일 ~ )는 대한민국의 성우로, 1995년 대교방송 성우극회 공채 1기로 입사했다.

## 출연 작품
- 돌격! 빠빠라대(대교방송) - 시라토리자와 아이(대장)
- 파이터 바키(애니원) - 하나야마 카오루(마혁수)
- 고인돌(애니원) - 도테친(뭉치)
- 디지몬 어드벤처: (대원방송) - 아바도몬
- 조이드 신세기 제로(대원방송) - 라온 박사
- 커렉터 유이(대원방송) - 그롯서, 팔로우
- 헌터X헌터(애니원) - 우보긴
  - 헌터X헌터 OVA(애니박스) - 우보긴
- 헬싱(투니버스) - 셰르비 펜우드 경
- 데스노트(대원방송) - 오오이 타케시(요츠바)
- 유희왕 GX(대원방송) - 타이탄
- 나 홀로 집에(SBS) - 거스 (존 캔디)
- 사랑할 때 버려야 할 아까운 것들(SBS) - 대니(피터 스피어스)
- 파이어 앰블럼(어린이TV) - 검투사
- 와일드 캣츠(어린이TV) - 마울
- 플리퍼와 로파카(어린이TV) - 보마나
- 개구쟁이 삐뽀(애니원) - 두두찡
- 유리가면 OVA(애니원) - 권병태
- 알렉산더(애니원) - 필립 2세
- 마법의 술(애니원) - 코지, 남자
- 명탐정 코난 18기(투니버스) - 송일만
- 금붕어 주의보(애니원) - 욱이 아빠
- 소년탐정 김전일 Original(애니박스) - 쿠로사와 카즈마
- 언제나 나의 산타(애니박스) - 대장
- 독수리 오형제 극장판(애니박스) - 장관
- 애니다큐 그림여행(어린이TV) - 클림트 외
- 두루피(재능TV)
- 알렉산더 전기 극장판(VIDEO) - 필립 2세
- 떴다! 트레이시(어린이TV) - 듀크
- 바질리스크 ~코우가인법첩~(애니박스) - 야규
- 파워레인저 캡틴포스(대원방송) - 재성균(오레드)
- 도타2(GAME) - 영혼파괴자